# ستانلي هنيج
ستانلي هنيج (بالإنجليزية: Stanley Henig)‏ هو عالم سياسة وسياسي بريطاني، ولد في 7 يوليو 1939 في المملكة المتحدة. حزبياً، نشط في حزب العمال. وقد في الانتخابات العامة في المملكة المتحدة 1966 ‏، انتخب عضو البرلمان الرابع والأربعون للمملكة المتحدة عن دائرة Lancaster (UK Parliament constituency) ‏ (31 مارس 1966 – 29 مايو 1970).